# جغرافيا جزر بيتكيرن

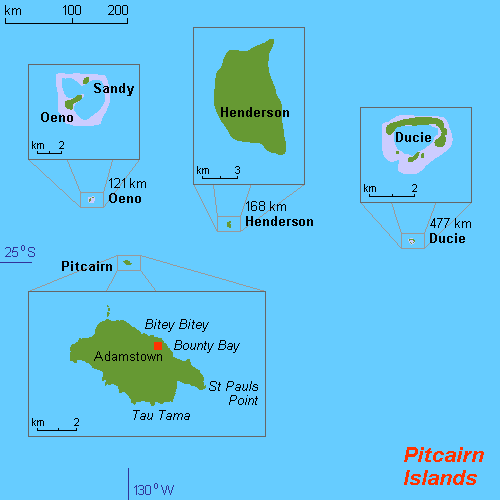
خريطة جزر بيتكيرن.

جغرافيا جزر بيتكيرن تتكون جزر بيتكيرن من أربع جزر: جزيرة بيتكيرن ( الجزيرة العالية البركانية )، جزيرة هندرسون ( وهي جزيرة الرقي المرجانية ) ، وجزيرتين مرجانية، جزيرة أوينو و جزيرة دوسي.

## المساحة
تبلغ مساحة الجزيرة المأهولة الوحيدة، بيتكيرن، 5 كيلومترات مربعة (1.9 ميل مربع) وكثافة سكانية تبلغ 10 / كم 2 (26 / ميل مربع) ؛ لا يمكن الوصول إليها إلا بالقارب عبر خليج باونتي. تقع الجزر الأخرى على مسافة تزيد عن 100 كم (62 ميل).

## الموقع
جزر بيتكيرن كمجموعة من الجزر

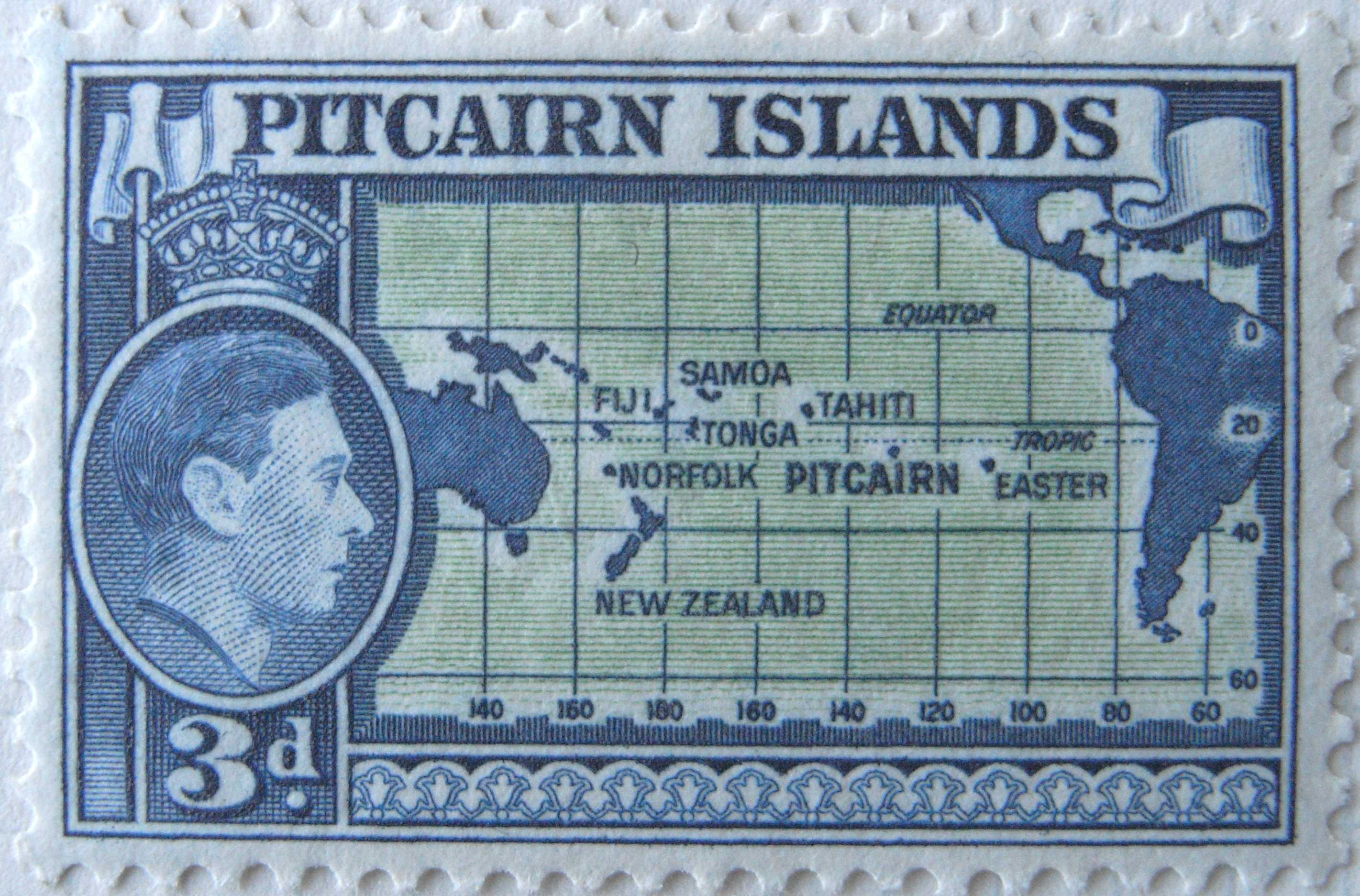
طابع بريدي لبيتكيرن ، حوالي عام ١٩٤٠ ، مع خريطة مفيدة.

- جزيرة بيتكيرن (الجزيرة الرئيسية) (25°04′S 130°06′W / 25.067°S 130.100°W )
- جزيرة هندرسون (24°22′01″S 128°18′57″W / 24.36694°S 128.31583°W )
- جزيرة دوسي (24°40′09″S 124°47′11″W / 24.66917°S 124.78639°W )
- جزيرة أوينو (23°55′26″S 130°44′03″W / 23.92389°S 130.73417°W )

أوقيانوسيا، جزر يقع في جنوب المحيط الهادئ، حوالي نصف الطريق من بيرو إلى نيوزيلندا، ويعتبر من أكثر المواقع النائية للسكن البشري على وجه الأرض.
تقع جزيرة بيتكيرن المأهولة عند 25.04 جنوبًا و 130.06 غربًا. تقع بيتكيرن على بعد حوالي 2,170 كيلومترًا (1,350 ميلًا) جنوب شرق تاهيتي، و 5310 كيلومترًا (3300 ميل) من أوكلاند، نيوزيلندا، وأكثر من 6600 كيلومتر (4100 ميل) من بنما 

## المنطقة
المجموع: 47 كيلومتر مربع (18 ميل2)
الأرض: 47 كيلومتر مربع (18 ميل2)
الماء: 0 كيلومتر مربع (0 ميل2)
يبلغ طول جزيرة بيتكيرن حوالي 3.2 كيلومتر (2.0 ميل) وعرضها 1.6 كيلومتر (0.99 ميل)  هذا هو حوالي 3-10 من حجم واشنطن العاصمة.

### الحدود البرية
1 كيلومتر (0.62 ميل)

### الساحل
51 كيلومتر (32 ميل)

### المطالبات البحرية
المنطقة الاقتصادية الخالصة: 836000 كم 2 (323000 ميل مربع)البحر الإقليمي: 3 ميل بحري (5.6 كـم؛ 3.5 ميل)

## المناخ
استوائي، حار، رطب؛ متغير بفعل الرياح التجارية الجنوبية الشرقية؛ موسم الأمطار (من نوفمبر إلى مارس)

## تضاريس

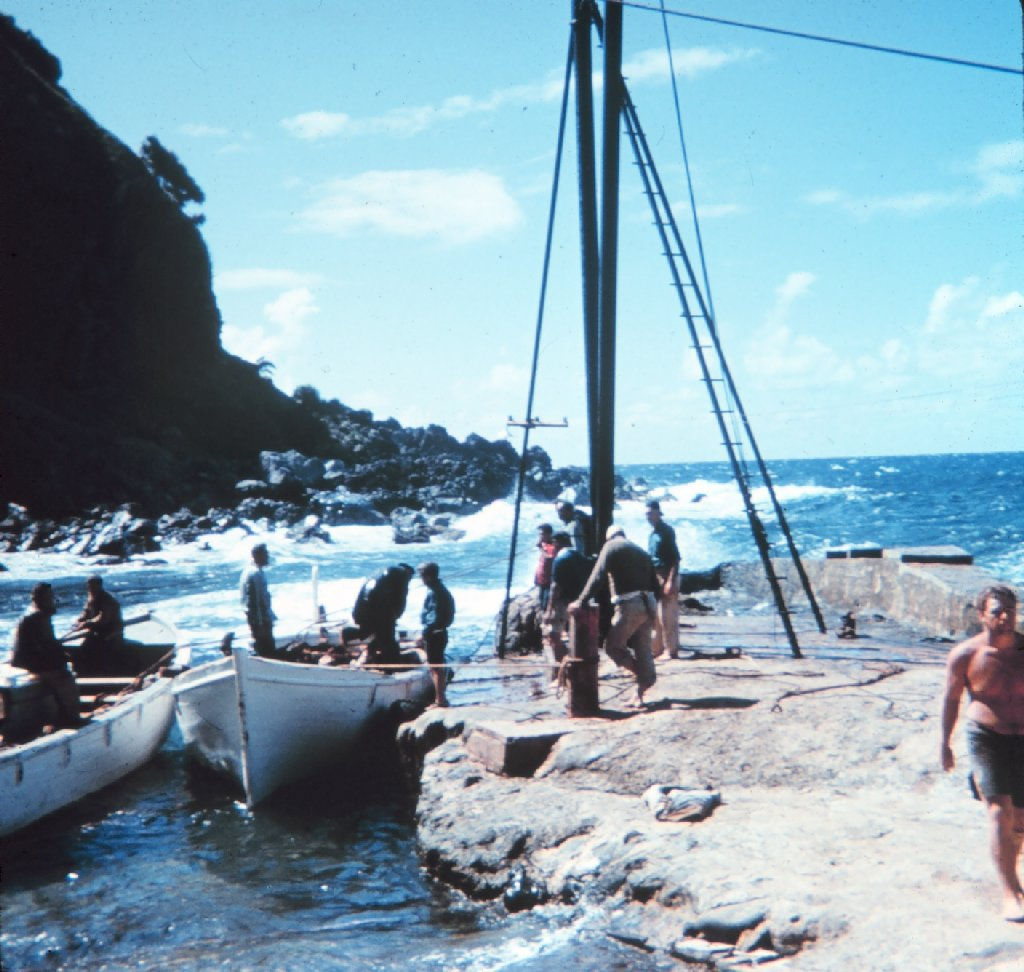
مجموعة الجيوديسيا في جزيرة بيتكيرن

تكوين بركاني وعر ساحل صخري مع منحدرات

### الارتفاع الأقصى
أدنى نقطة: المحيط الهادي 0 م
أعلى نقطة: وادي باوالا ريدج 347 م (1138 قدمًا)

## الموارد الطبيعية
أشجار ميرو (المستخدمة في الحرف اليدوية) والأسماك
ملحوظة : تم اكتشاف المنغنيز والحديد والنحاس والذهب والفضة والزنك بعيدا عن الشاطئ

## الأخطار الطبيعية
الأعاصير المدارية (خاصة من نوفمبر إلى مايو)

## البيئة - القضايا الحالية
الاحتطاب الجائر (لم يبق سوى جزء صغير من الغابة الأصلية بسبب الحرق وتصفية التسوية)

## خرائط
تُظهر خدمات الخرائط العالمية القليل جدًا من التفاصيل عن الجزر، بل إنها ذات فائدة محدودة لإظهار موقعها فيما يتعلق ببعضها البعض والجزر الأخرى، لأنها صغيرة جدًا ومتباعدة.
ومع ذلك، بعد مستوى التكبير لماكبويست 1 خريطة مناسبة لمشاهدة الموقع بين بيرو ونيوزيلندا.
بالنسبة للموقع فيما يتعلق ببولينيزيا الفرنسية، انظر الصورة الملحقة : بولينيزيا الفرنسية.

## روابط خارجية
- خريطة بيتكيرن تظهر أسماء الأماكن
- خريطة توضح موقع جزر بيتكيرن فيما يتعلق بمجموعات الجزر الأخرى والقارات